# Klášter Džvari
Klášter Džvari (gruzínsky ჯვარი, ჯვრის მონასტერი – Džvari, Džvris monasteri) je gruzínsko-pravoslavný klášter ze 6. století u města Mccheta, bývalého hlavního města Gruzie. Stojí na okraji skalnatého horského hřbetu nad soutokem Kury s řekou Aragvi.  V překladu znamená Chrám Kříže. V roce 1996 byl klášter zapsán spolu s jinými památkami v Mcchetě na Seznam světového dědictví UNESCO.
Podle legendy zde na počátku 4. stol. svatá Nino, legendární šiřitelka křesťanství v Gruzii, vztyčila na místě pohanské svatyně prostý dřevěný kříž. Údajně byl obdařen čarovnou mocí a v jeho dosahu se děly zázraky, takže na vrcholek hory přicházeli poutníci z celého Zakavkazska.
Kolem roku 545 zde král Guaram I. dal postavit malý kostelík, který jeho syn Stepanoz I. mezi lety 590 a 605 nahradil dnešním chrámem, ale původní malou stavbu zachoval při jeho severním průčelí. Objekt je dodnes v dobrém stavu, a je typickým příklad gruzínského pravoslavného chrámu klasického období.
Kostel je postaven z pravidelných, pečlivě opracovaných kvádrů okrově zbarveného pískovce. Jako žádná ze staveb klasického období nebyl omítnut.